# جاكي إدواردز (موسيقي)
جاكي إدواردز (بالإنجليزية: Jackie Edwards)‏ هو موسيقي ومغني وكاتب أغاني جامايكي، ولد في 1938 في جامايكا، وتوفي في 15 أغسطس 1992 بسبب نوبة قلبية.

## وصلات خارجية
- جاكي إدواردز على موقع IMDb (الإنجليزية)
- جاكي إدواردز على موقع ميوزك برينز (الإنجليزية)
- جاكي إدواردز على موقع ديسكوغز (الإنجليزية)
- جاكي إدواردز على موقع ديسكوغز (الإنجليزية)
- جاكي إدواردز على موقع ديسكوغز (الإنجليزية)